# Кошкуль (Тюкалинский район)
Кошкуль — деревня в Тюкалинском районе Омской области. Входит в состав Новокошкульского сельского поселения.

## История
Основана в 1728 г. В 1928 году состояла из 109 хозяйства, основное население — русские. Центр Кошкульского сельсовета Тюкалинского района Омского округа Сибирского края.

## Население
| 1926 | 2010 |
| ---- | ---- |
| 622  | ↘86  |